# Maria Dołgoruka
Maria Władimirowna Dołgoruka, ros. Мария Владимировна Долгорукова (ur. 1601, zm. 7 stycznia?/17 stycznia 1625 w Moskwie) – caryca Rosji, żona cara Michała I Romanowa.
Urodziła się jako córka bojara księcia Włodzimierza Timofiejewicza Dołgorukiego (1569-1633) i księżnej Marii Wasiliewnej Barbaszyny-Szujskiej (zm. 1624). Po oddaleniu z dworu cara kandydatki na żonę Marii Chłopowej została pierwszą żoną cara Michała I. Maria Władimirowna była kandydatką na żonę wybraną dla cara przez jego ojca, patriarchę moskiewskiego Filareta (Fiodora Romanowa). Zaślubiny odbyły się 18 września?/28 września 1624 roku w Moskwie. Z tego związku nie narodziły się dzieci. W trakcie uroczystości ślubnych Maria zasłabła i nie wróciła już do zdrowia. Zmarła 7 stycznia?/17 stycznia 1625 roku w Moskwie. Miejscem pierwotnego pochówku był monaster Wniebowstąpienia Pańskiego w Moskwie, a po jego zniszczeniu w 1929 roku szczątki Marii zostały przeniesione do soboru św. Michała Archanioła w Moskwie.